# Vlan (hebdomadaire)
Vlan est un hebdomadaire gratuit distribué à Bruxelles et en Wallonie.
Le journal Vlan est un titre du groupe Vlan, situé rue Royale 100, 1000 Bruxelles.
Le journal Vlan a une vocation d'information locale. Il est donc présent sur l'ensemble du territoire Wallonie/Bruxelles et décliné en 53 éditions disposant d'un titre différent.
Le groupe Vlan regroupe également les sites web Gocar.be / autovlan.be et Immovlan.be qui appartiennent à CTR Media SA, domiciliée à la même adresse, et depuis 2017 le site CityPlug.be .
Au second trimestre 2014, les titres du groupe Vlan étaient distribués, selon le CIM, à près de 2 000 000 d'exemplaires.
La brocante des Quais de Charleroi a été créé en 1989 par l’hebdomadaire toutes boîtes gratuit « Belgique Numéro 1 » qui a proposé le concept d'une brocante de 24 heures.

## Les Éditions du Groupe Vlan

### Éditions bruxelloises
Le groupe Vlan est présent sur Bruxelles et le Brabant wallon via ses différents titres :
- Vlan Bruxelles (8 éditions) - 325221 exemplaires[7]
- Vlan L'édition Locale (3 éditions) :
  - Wavre - 39300 ex
  - Waterloo - 34100 ex
  - Jodoigne - 19300 ex
- Vlan L'aclot - 27700 ex

### Éditions du Hainaut
Le groupe Vlan est présent sur la province de Hainaut via ses différents titres :
- Vlan Wapi (2 éditions) :
  - Ath - 41.250 ex
  - Tournai - 65.820 ex
- Vlan Jeudi-Soir (2 éditions) :
  - Mons Haut-Pays - 43.000 ex
  - Mons Borinage - 79.000 ex
- Vlan Cayoteu - 83.000 ex
- Vlan l'écho de la Haute Senne - 45.000 ex
- Vlan Belgique N° 1 (5 éditions Grand Charleroi + L'écho de la Basse Sambre) - 206.900 ex
- Vlan L'écho (2 éditions)
  - Chimay - 23.700 ex
  - Philippeville - 24.800 ex

### Éditions liégeoises
Le Groupe Vlan est présent sur la province de Liège via ses différents titres : 
- Vlan Spectacle (5 éditions) :
  - Liège : 77.000 ex
  - Herstal Visé : 47.000 ex
  - Ans : 34.000 ex
  - Seraing : 51.000 ex
  - Fléron : 45.000 ex
- Vlan la Quinzaine - 65.700 ex
- Vlan Echos (3 éditions) :
  - Spa : 13.000 ex
  - Stavelot : 14.700 ex
  - Malmedy : 11.600 ex
- Vlan Publi-Tout - 29.500 ex
- Vlan l'annonceur - 34.300 ex
- Vlan les Annonces / Messager du Condroz - 20.900 ex
- Vlan les Annonces / Ourthe-Amblève - 30.100 ex
- Vlan L'écho de Saint-George - 24.000 ex

### Éditions Namur - Luxembourg
Le Groupe Vlan est présent sur les provinces de Namur et du Luxembourg via ses différents titres :
Province de Namur
- Vlan Publi Namur - 72.000 ex
- Vlan Publi Gembloux - 25.700 ex
- Vlan Andenne Potins - 19.400 ex
- Vlan Ciney - 22.500 ex
- Vlan Hebdo 2000 - 24.400 ex

Province du Luxembourg
- Vlan Info 2000 - 28.800 ex
- Vlan Ardenne Hebdo - 28.500 ex
- Vlan La Lorgnette - 28.700 ex
- Vlan Arlon Carrefour - 44.500 ex
- Vlan Les Annonces de l'Ourthe - 30.200 ex

## Historique du groupe
Les origines du groupe Vlan remontent à 1932, date à laquelle Roger De Marneffe lance un magazine agricole destiné au monde rural, « Le Sillon Belge ». Dans les années 60, alors que les affaires marchent et que l’imprimerie tourne bien, Roger De Marneffe est confronté à des plaintes et descentes de police pour cause de nuisance sonore. Il décide de dénoncer les pressions dont il fait l’objet dans un pamphlet de 4 pages qu’il distribue à pas moins de 20 000 exemplaires dans les boîtes aux lettres de sa commune : les gratuits sont nés ! C’est dans un des droits de réponse au bourgmestre qu’apparait l’interjection « Et Vlan ! », référence imagée au bruit des rotatives. Tandis que les tensions s’éteignent, le Vlan reste. Dès ses débuts, fort de ses petites annonces et de son contenu rédactionnel de proximité, Vlan se profile comme une presse locale et proche des préoccupations et des intérêts de ses lecteurs.
Le succès ne tarde pas à se faire sentir et les tirages s’envolent.
Rossel remarque le Vlan  et c’est en 1970 que le Groupe Vlan intègre le Groupe Rossel. 
Le Groupe Vlan a grandi au gré des rachats d’éditions locales fortes en Belgique francophone et de la diversification de ses produits. Le groupe Vlan dispose aujourd’hui de trois marques fortes que sont Vlan, 7Dimanche (presse quotidienne distribuée gratuitement tous les dimanches dans les commerces de proximité) et le Sillon belge/Landbouwleven (hebdomadaire payant destiné à la communauté agricole en Belgique francophone et néerlandophone).